# París-Tours 1997
La París-Tours 1997 fou la 91a edició de la clàssica París-Tours. Es disputà el 5 d'octubre de 1997 i el vencedor final fou l'ucraïnès Andrei Txmil de l'equip Lotto-Mobistar.
Va ser la novena cursa de la Copa del Món de ciclisme de 1997.

## Classificació general
|    | Ciclista                  | Equip                 | Temps      |
| -- | ------------------------- | --------------------- | ---------- |
| 1  | Andrei Txmil (UKR)        | Lotto-Mobistar        | 5h 23' 44" |
| 2  | Maximilian Sciandri (GBR) | La Française des Jeux | + 01"      |
| 3  | Henk Vogels (AUS)         | Gan                   | + 04"      |
| 4  | Claudio Camin (ITA)       | Brescialat-Verynet    | m. t.      |
| 5  | Ján Svorada (CZE)         | Mapei-GB              | m. t.      |
| 6  | Mirko Rossato (ITA)       | Scrigno-Gaerne        | m. t.      |
| 7  | Biagio Conte (ITA)        | Scrigno-Gaerne        | m. t.      |
| 8  | Aart Vierhouten (NED)     | Rabobank              | m. t.      |
| 9  | Léon van Bon (NED)        | Rabobank              | m. t.      |
| 10 | Luca Gelfi (ITA)          | Brescialat-Verynet    | m. t.      |